# Casta Brahmanilor

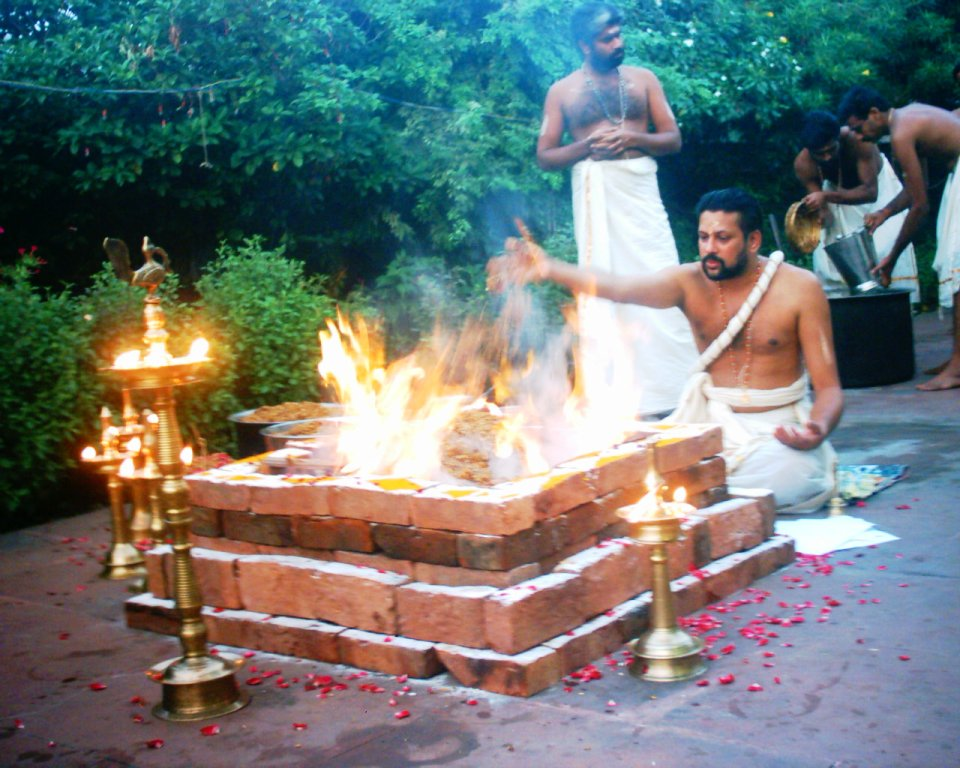
Un preot hindus practicând ritualul yajna, pentru oferirea jertfei în focul sacru.

Casta Brahmanilor (casta preoților hinduși ) erau cei ce dețineau “puterea sacră”, legați de perpetuarea tradițiilor religioase (sacrificiile rituale efectuate) și intelectuale de transmitere și comentare a învățăturilor vedice ale hinduismului . 
Etimologic brahman înseamnă formula magică pronunțată de preot cu ocazia efectuării sacrificiului. În virtutea acestei situații brahman însemna, în același timp, preot și principiu absolut de ordin divin. 
Funcția brahmanului se identifică cu sacrul (un fel de zeu printre oameni), astăzi “maestru” (nu guru). Brahmanilor li se pretindea să cunoască temeinic conținutul cărților sacre, să aibă o conduită morală impecabilă, fiind întreținuți de stat în calitatea lor de sacerdoți în serviciul intereselor comunitare. Funcția sacerdotală le asigura privilegii sociale (scutiri de taxe și Impozite), nu puteau fi pedepsiți prin tortură sau condamnare capitală. Singurele pedepse erau tunsul părului și excluderea din castă. 
Inițierea brahmanică se făcea la 16 ani prin tunsul ritual. Majoritatea aveau o viață simplă și pioasă realizând acțiuni de binefacere, de educație în școli și mănăstiri ceea ce îi făceau să se bucure de respect. În colectivitățile budiste, brahmanii erau lipsiți de privilegii și erau nevoiți să practice profesiuni laice obișnuite.